# Cataglyphis cana
Cataglyphis cana är en myrart som beskrevs av Santschi 1925. Cataglyphis cana ingår i släktet Cataglyphis och familjen myror. Inga underarter finns listade.